# Panihati
Panihati (beng. পানিহাটি) – miasto w Indiach, w stanie Bengal Zachodni, nad rzeką Hugli. W 2001 r. miasto to zamieszkiwało 348 379 osób.
W mieście rozwinęło się rzemiosło tkackie, a także przemysł bawełniany, cementowy oraz szklarski.